# Рьокан (готель)
Рьокан (яп. 旅館) — один з видів традиційних японських готелів, який зазвичай має кімнати з матами татамі, публічні лазні та інші місця спільного користування, де відвідувачі можуть носити юката. Рьокани існують з VIII століття н. е., тобто з періоду Кей'ун, коли був створений найстаріший готель у світі, Нішіяма Онсен Кейункан (705 р. н. е.). Інший рьокан під назвою Хосі Рьокан був заснований у 718 р. н. е., та існує досі і є другим найстарішим готелем світу. 

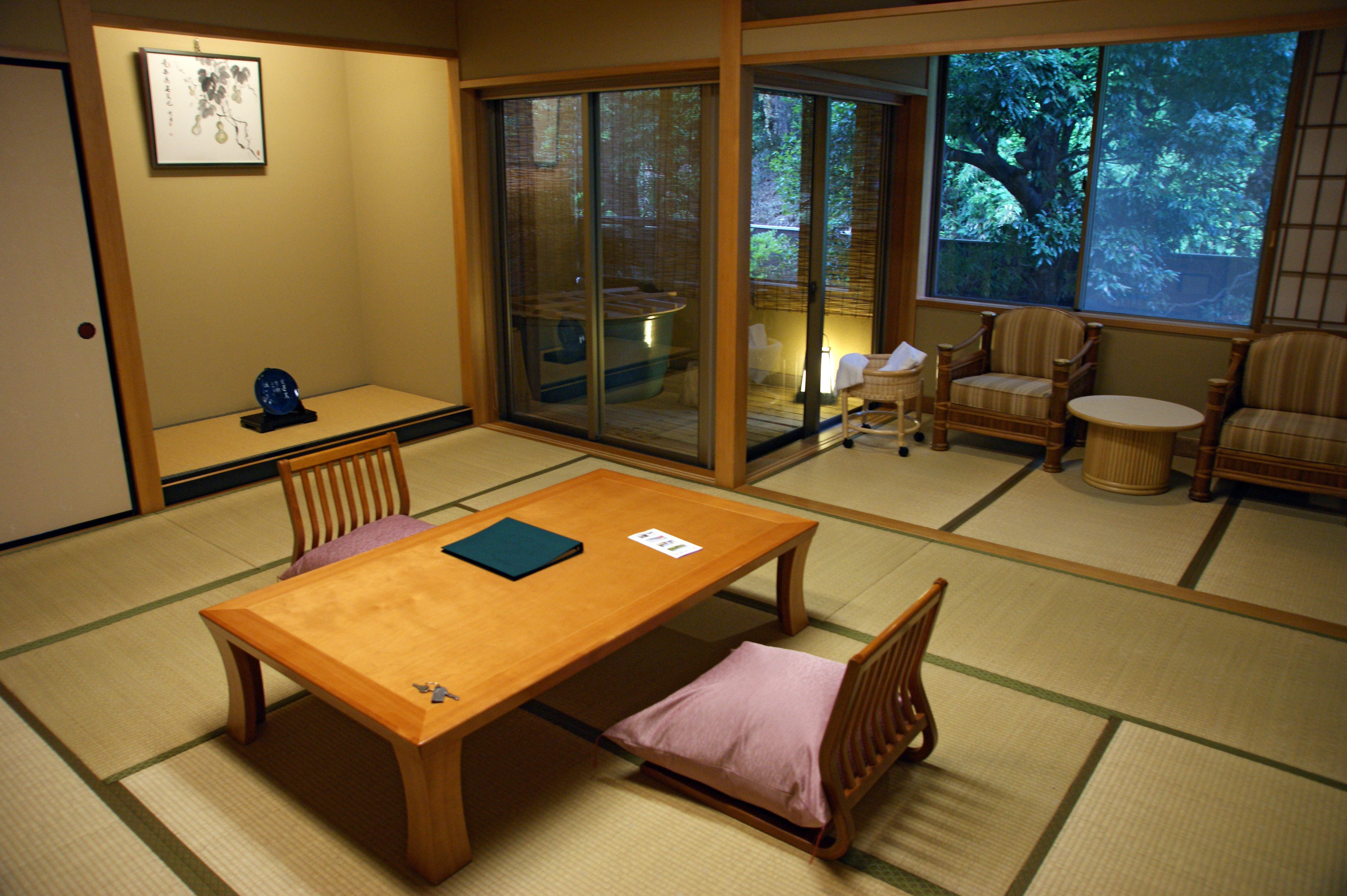
Кімната в Тамацукурі Онсен

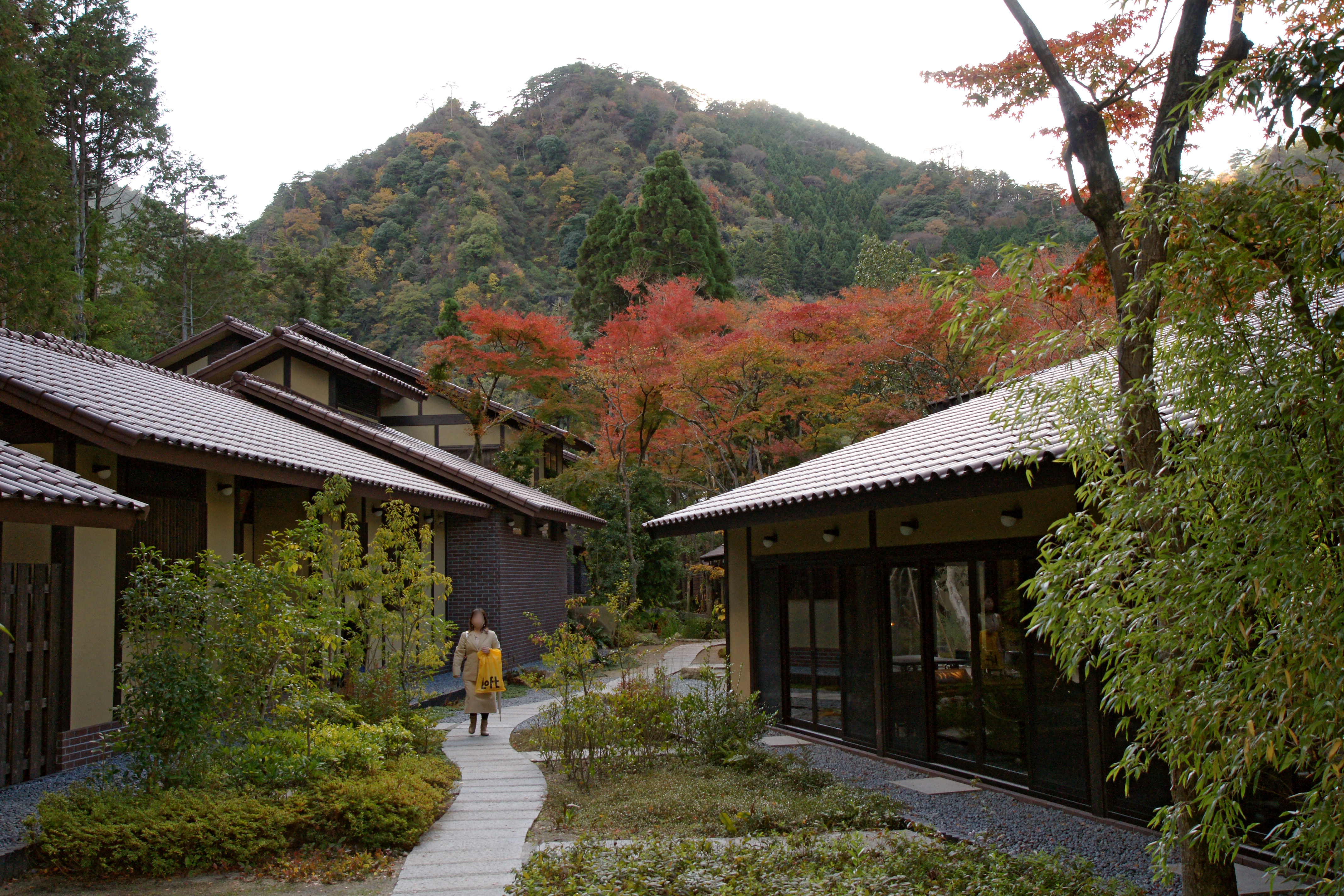
Рьокан, Аріма Онсен

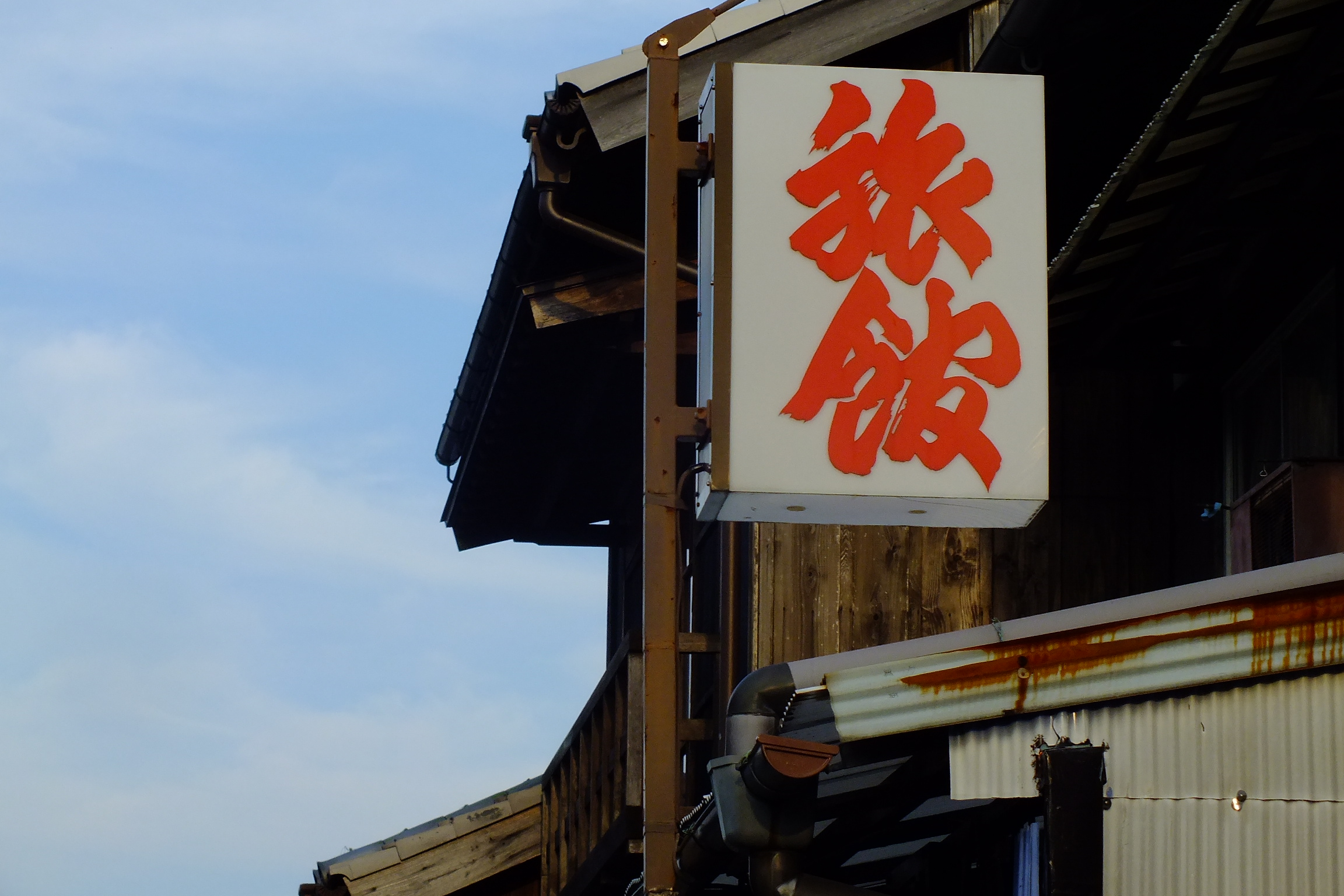
Вивіска рьокану.

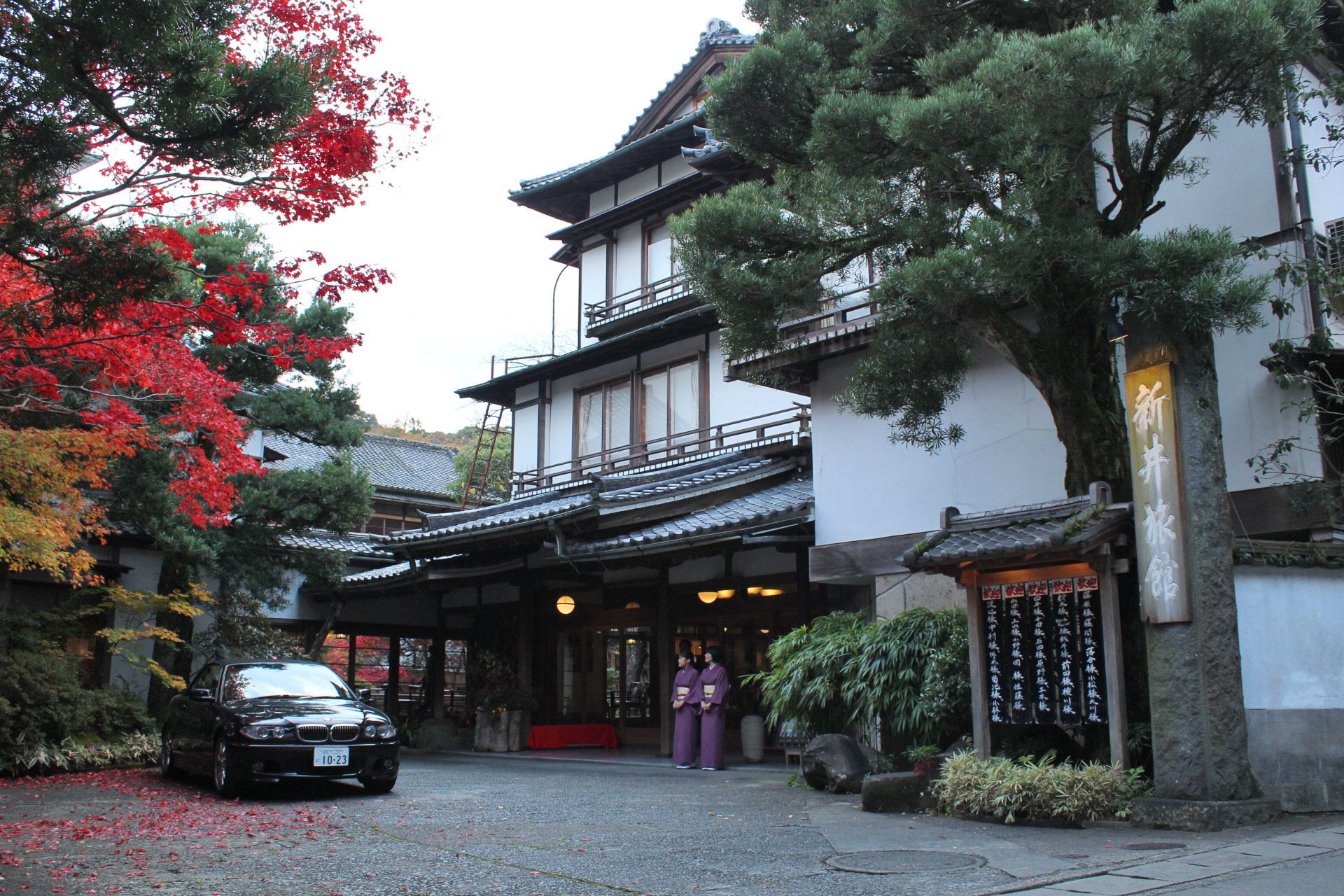
Вхід до рьокану

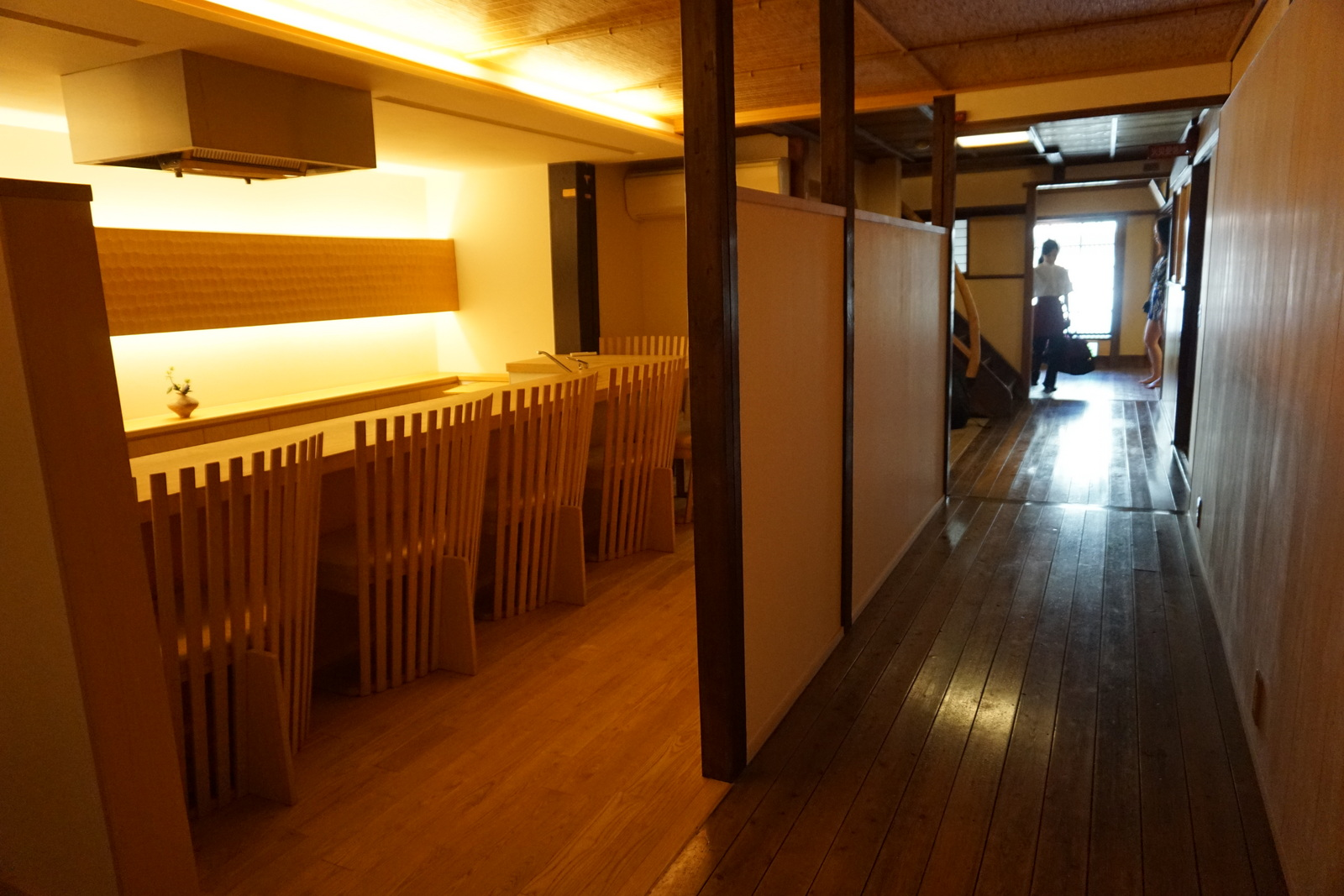
Інтер’єр рьокану, передпокій

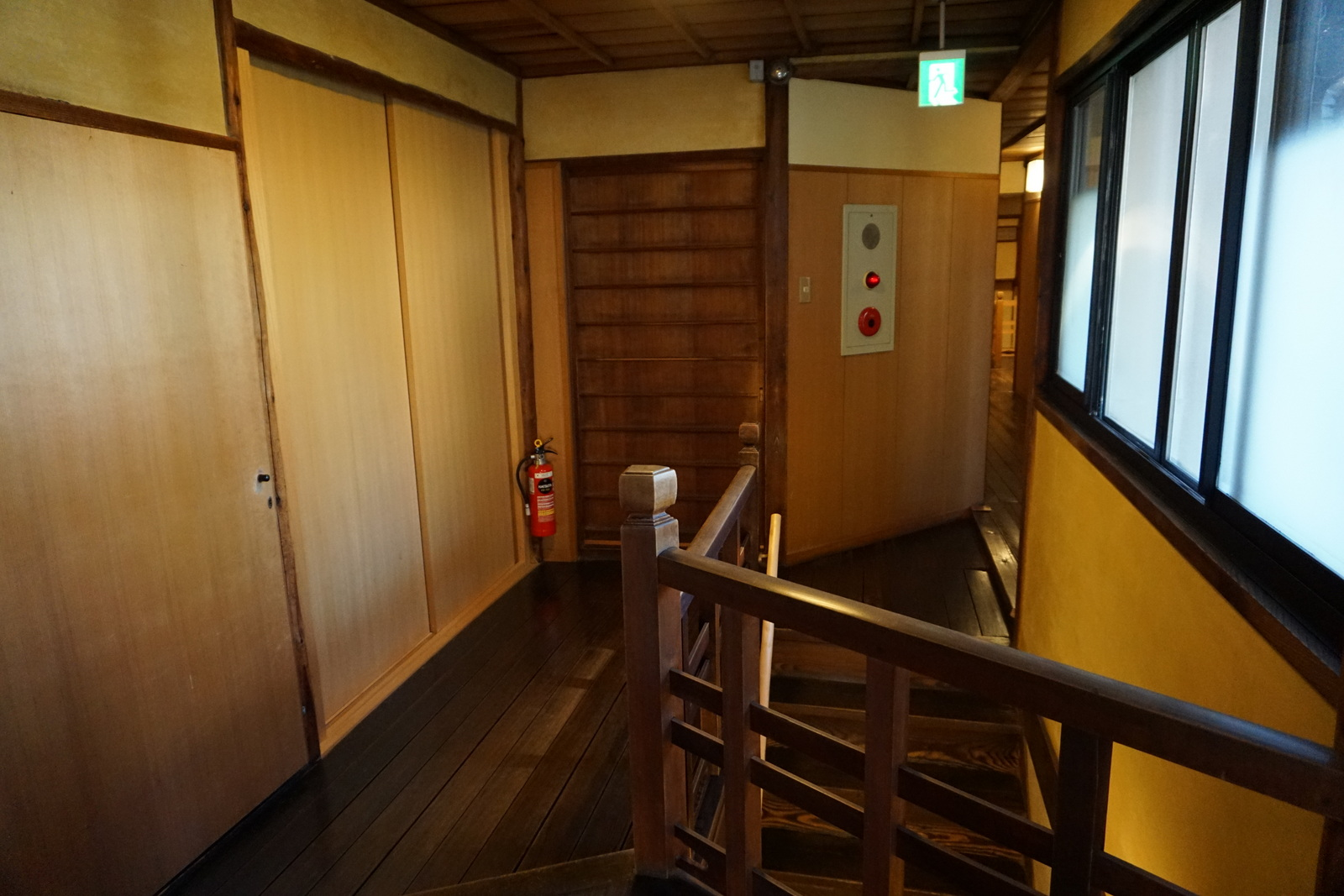
Інтер'єр, двері та сходи рьокану

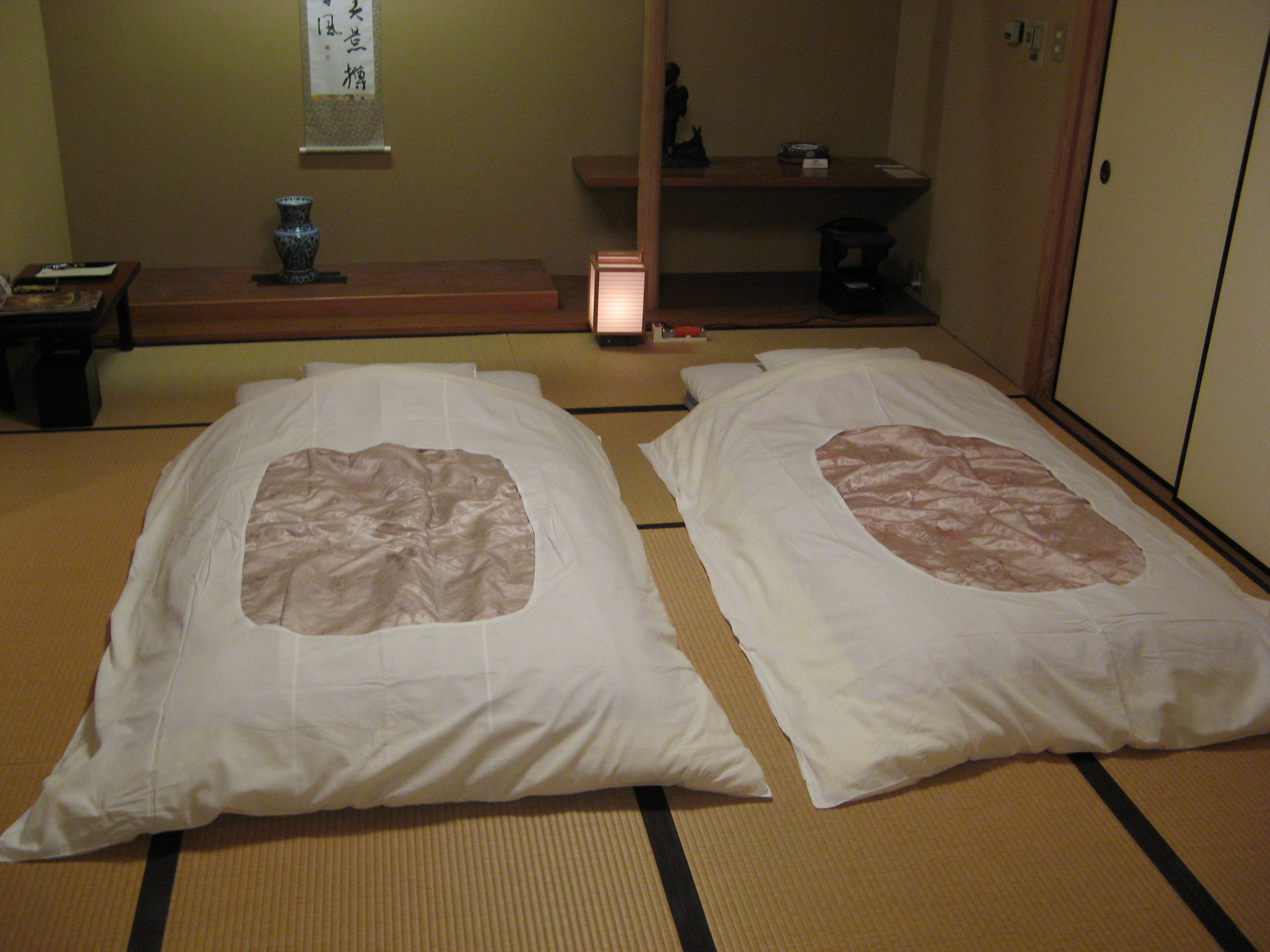
Футон

Рьокани важко знайти в Токіо та інших великих містах, оскільки багато з них зазвичай набагато дорожчі порівняно з сучасними готелями та хостелами. Як і скрізь у світі, готелі стали стандартом японського міського туризму. Тим не менше, деякі великі міста пропонують рьокани за вигідними цінами. Традиційні рьокани частіше зустрічаються в мальовничих сільських місцевостях, а останніми роками багато рьоканів було повернено до їх оригінального стилю, особливо курортними мережами як Hoshino Resorts, чий перший рьокан відкрився в Каруїдзаві в 1914 році.

## Історія
Походження місць відпочинку під час подорожі датується періодом Нара з так званою фусея (яп. 伏屋), скромним будинком відпочинку, де можна було зупинитися безкоштовно. У ті часи подорожі були небезпечні, оскільки люди не мали притулку вночі. З цієї причини група буддистських ченців почала будувати мости і дороги в місцях небезпечного руху і пристосовувати ці місця для розміщення мандрівників. Протягом періоду Хейан місцями відпочинку паломників були храми (пізніше названі шукубо (яп. 宿 駅), "житло в храмі") та великі будинки, що належали аристократії.
Пізніше, в Період Камакура, виникло кічин-ядо (яп. 木賃宿), прості місця відпочинку, де платили лише за вартість деревини, яку використали для обігріву та приготування їжі для мандрівника. З часом були створені як хатаґо (яп. 旅籠) та хонджін (яп. 本陣), які послужили основою для створення рьокана.
Рьокан офіційно з’явився в 1750 році в середині періоду Едо, в результаті великого транзиту людей через Токайдо,  регіон на південному узбережжі Хонсю, головну транспортну магістраль між містами Едо та Кіото. Попит на житло вимагав розвитку "готельної культури", що відображається в архітектурі та характеристиках типового японського житла, починаючи з періоду Хейан і донині.

## Особливості
Типовий рьокан має відносно великий передпокій, з диванами та стільцями, де гості можуть сидіти та спілкуватися; у модернізованому рьокані часто в залі також є телевізор. Кімнати для гостей побудовані традиційними японськими методами: підлога з татамі, а двері — розсувні, фусума (яп. 襖). Навіть якщо готель використовує звичайні двері для безпеки, вони, як правило, відкриваються в невелику прихожу, де гості можуть зняти взуття перед тим, як ступити на підлогу татамі, яка буде відділена розсувними дверима. У багатьох кімнатах рьокану також є веранда або балкон, також з розсувними дверима. Двері можна широко відкрити і навіть зняти. Це сприяює гнучкому розподілу простору, що дозволяє адаптувати його до поточних потреб. Ця система дозволяє насолоджуватися природною вентиляцією, за рахунок вітру, та видом на сад. Дизайн кімнат рьокану розробляється із врахуванням близькості до природи для створення витонченого середовища, де чути спів птахів та дзижчання осінніх комах, шум вітру та запах землі після дощу. Підлога вкрита татамі, вважається, сприяє створенню особливого внутрішнього клімату завдяки його звукопоглинанню та звукоізоляції.
Майже всі рьокани мають спільні зони для купання або офуро, зазвичай для чоловіків і жінок окремо, що використовують воду з гарячого джерела (онсен), якщо такі є поблизу. Райони з природними гарячими джерелами, як правило, мають багато рьоканів. Рьокан високого класу може також мати приватні приміщення для купання. Зазвичай рьокан надає гостям юкату чи кімоно для носіння, можливо, також гета (сандалі), які відвідувачі можуть позичити для прогулянок на вулиці. У рьокані також можуть бути ігри, наприклад настільний теніс.
Постільна білизна — це футон, розстелений на підлозі татамі. Коли гості вперше заходять у свою кімнату, вони, як правило, знаходять стіл і приладдя для приготування чаю. Стіл також використовується для їжі, коли гості беруть її у свою кімнату. Поки гостей немає, персонал, накаї, відсуне стіл убік і викладе футон.

## Персонал
Рьоканом опікуються:
- Окамі (яп. 女将) — менеджер готелю. Зазвичай це власниця місця або дружина господаря. Її функція — чекати та спостерігати за гостями. Також вона відповідає за взаємодію з середовищем поза рьоканом, як от бізнес, співпраця з громадою тощо. Володіння рьоканом передається від покоління до покоління. Отже, три покоління жінок, що опікуються рьоканом, називають оо-камі ("великі окамі"), окамі та вака-окамі ("молода окамі")[7].

- Менеджер — чоловіча роль, яка разом з окамі відповідає за утримання рьокана, але не має стільки можливостей підтримувати прямий контакт з гостями, як окамі. Він також є представником установи в межах громади[7].

- Накаї-сан (яп. 仲居) або джочу-сан (яп. 女中) — офіціантка, яка також виконує функції помічника. Вона піклується про кімнати і допомагає гостям[7].

## Харчування

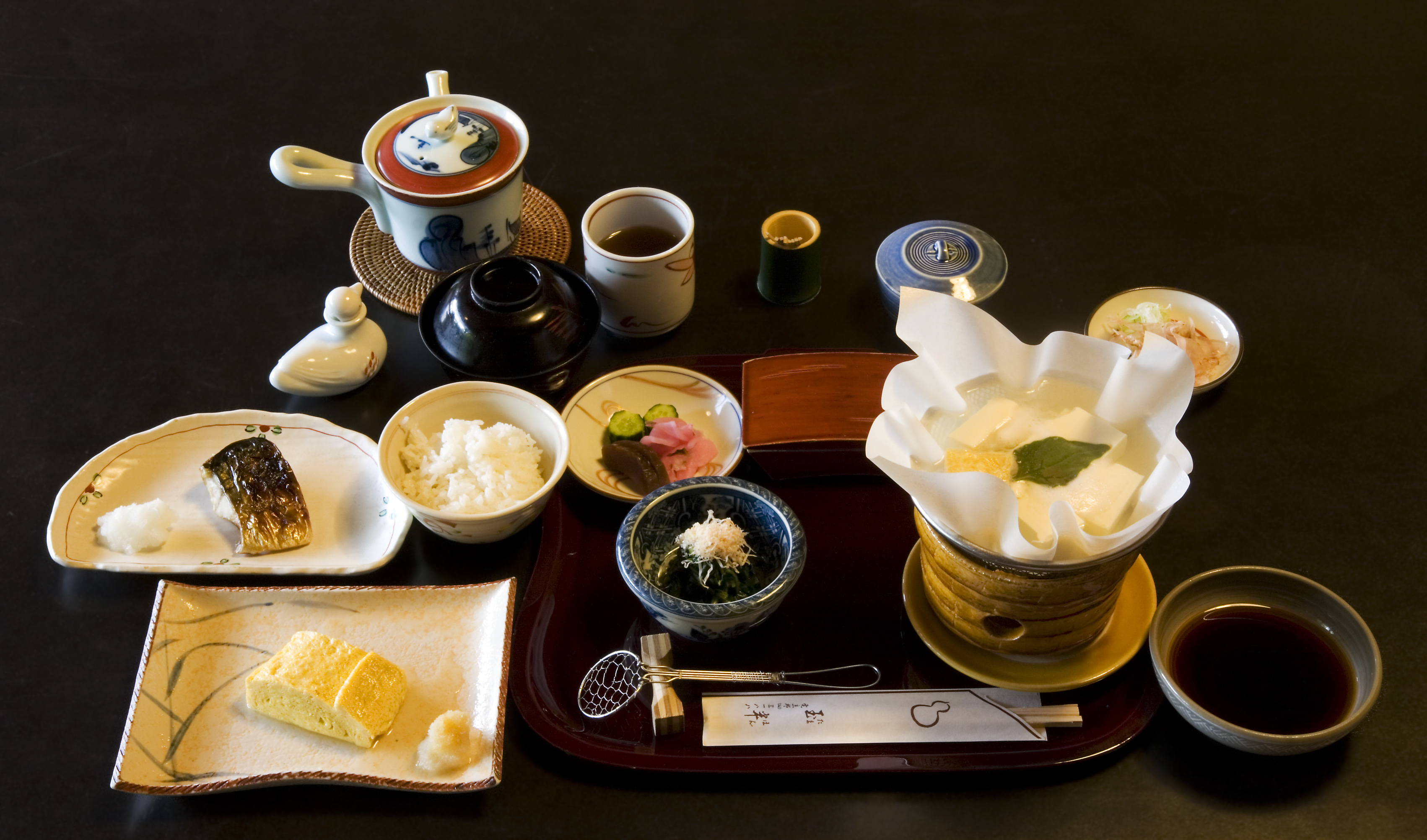
Традиційний сніданок у рьокані в Кіото

Більшість рьоканів пропонують вечерю та сніданок, які часто входять у вартість номера. Їжа, як правило, має вигляд кайсекі, яка включає сезонні та регіональні страви. Натомість у деяких рьоканах подають місцеві делікатеси, такі як басаші або страви, приготовані на вогнищі ірорі. Для того, щоб кожною стравою можна було максимально насолодитися, її треба споживати при належній температурі. З цієї причини більшість рьоканів просять гостей вказати час, коли вони хочуть поїсти.
Деякі рьокани мають спільну їдальню, але більшість подають страви в номерах гостей. Рьокан, який прийматиме гостей, які не є японцями, також може замовити страви західної кухні.

## Міншуку
Міншуку (яп. 民宿) — це низькобюджетна версія рьокану. Умови та облашування схожі на готельні або можуть просто складатися з вільних кімнат у сімейному будинку. Міншуку часто служить єдиним типом житла в містах або селах, занадто малих, щоб мати готель чи рьокан. Досвід перебування у міншуку та рьокану подібні, але їжа в міншуку простіша, їдальня може бути необов’язковою і часто є спільною, у номерах зазвичай немає приватного туалету, і гостям, можливо, доведеться розкласти самим постільні речі.